# Daimyo
Din punct de vedere literal, în limba japoneză, daimyo (大名 daimyō?) (daimyōⓘ) înseamnă “mare nume” (dai=mare și myo=nume). Era un fel de domnitor feudal aparținând elitei samurailor care a apărut în secolul al XVI-lea ca vasal direct al shogunului. Daimyo trebuia să posede un domeniu care să producă cel puțin 10.000 koku de orez pe an și să aibă în slujba sa un număr mare de samurai.
După lupta de la Sekigahara din anul 1600 au existat două categorii distincte de daimyo: din prima categorie fac parte “daimyo de interior”, care furnizau cadre pentru armată și administrație datorită alianței lor cu familia shogunală Tokugawa, iar din cea de-a doua categorie fac parte  “daimyo de exterior”, care au fost inamicii clanului Tokugawa în lupta de la Sekigahara, fiind socotiți drept niște posibili rivali. În ultima parte a regimului Tokugawa existau circa 300 de daimyo, iar o dată cu Restaurația imperială Meiji din anul 1868, ei au dispărut. 
În urma reformei Taika, din anul 645, vechii șefi de clanuri și-au menținut statutul. Reforma Taika a fost înfăptuită în urma distrugerii de către prințul Nakanoe a clanului Saga, care reușise să înlăture pentru scurt timp familia imperială de la conducerea statului.  
Aristocrații, în afară de lotul personal-shōen (荘園?)- pe care îl stăpâneau în funcție de rangul de la curte, de funcția ocupată în aparatul de stat, adică în calitate de stare privilegiată, mai primeau de la împărat și loturi pentru rang-iden (位田?), loturi pentru serviciul prestat-shikibunden (職分田?) și kubunden (口分田?), loturi pentru merite-kōden (公田?), loturi dăruite-shiden (私田?) ș.a. Astfel s-a creat marea proprietate funciară.
Loturile de pământ acordate nobilimii, pentru rang și funcție, rămâneau în folosința persoanelor respective atâta timp cât își păstrau funcția sau rangul, adică pe timp limitat. Aceste loturi erau de la 40 până la 1.250 ori mai mari decât lotul unui țăran. Nobilii mai puteau primii și donații, pe care împăratul le făcea pentru merite deosebite (de exemplu: familia Fujiwara va primi o suprafață mare de pământ pentru sprijinul pe care l-a acordat în revoluția Taika, din anul 645). Aceste loturi intrau în proprietatea definitivă a aristocratului respectiv. Cu timpul dreptul de folosire pe timp limitat a pământului începe să capete un caracter formal și se transformă de fapt în proprietate definitivă a nobilului. Terenurile defrișate deveneau, de asemenea, proprietate definitivă a nobilului care întreprindea acest lucru, fapt legiferat în anul 743.
Fiecare clan (uji) avea dreptul să-și bată moneda proprie, și astfel banii nu puteau circula liberi în orice parte a arhipelagului. Până la urmă, situația daimyo-ilor s-a înrăutățit, deoarece veniturile lor scădeau, iar cheltuielile creșteau. Unii daimyo făceau tot posibilul să supraviețuiască prin majorarea dărilor în orez, suplimentând dările în bani și alte produse care au încordat și mai mult atmosfera social-politică.
Aristocrații erau adesea poligami, având mai multe soții dintre care una era principală și se numea “doamna din odăile dinspre miazănoapte” (kitanokata), întrucât locuia, conform obiceiului, în pavilionul nordic al palatului. Celelalte soții locuiau în câte o clădire separată primită de la părinții lor. Nobilul coabita liber cu fiecare soție sau concubină pe rând. Femeia aristocratică era strict subordonată soțului. 
De obicei, tinerii căsătoriți locuiau la părinții soției, în sarcina cărora rămânea întreținerea familiei nou înjghebate. Alteori, fiecare membru al tânărului cuplu locuia la părinții lui, soțul venind să-și viziteze soția (obicei matrimonial numit tsumadoi). Încetarea vizitelor era echivalentă cu divorțul. Mai rareori tinerii se mutau într-o casă nouă, care nu era nici a părinților fetei nici a băiatului. Dar și în acest caz sarcina întreținerii cuplului revenea tot părinților fetei, care lăsau casa moștenire fetei, nu băiatului. 
Femeia epocii Heian (794-1185) și-a păstrat independența materială, având dreptul de a poseda bunuri, palate și moșii, de a le moșteni și transmite urmașilor. Ea nu putea fi măritată împotriva voinței sale, dar de obicei aceasta accepta mariajul propus de părinții ei. Ea beneficia în egală măsură cu bărbatul de învățământ și cultură, de participare la ceremoniile laice și religioase. Din rândul femeilor aristocrate s-au născut poete și prozatoare de excepție (de exemplu: Murasaki Shikibu cu al ei „Genji Monogatari” – tradus și în limba română). În perioada Heian au apărut circa 200 de romane, povestiri, jurnale personale, memorii și eseuri, majoritatea fiind scrise de femei. Din această producție s-au păstrat circa 20 de titluri. 
Numele de botez nu era purtat de japonezul medieval toată viața. Orice nume nou, fie el pseudonim, poreclă sau titlu, se trecea în tabelele genealogice, registrele templelor, în cronici și în alte documente oficiale. Aceasta numai în ce privește bărbații, copilul de sex feminin nefiind înregistrat în nici un act oficial. 
Nobilii și funcționarii imperiali erau obligați să țină seama de o anumită etichetă referitor la îmbrăcăminte. În perioada Heian luxul în îmbrăcăminte va atinge culmea. În mediul aristocratic se purta o haină foarte lungă, cu mâneci atât de largi încât, atunci când cel ce o purta sta cu brațele încrucișate, pulpanele mânecilor îi ajungeau până la genunchi. Pantalonii (hakama) erau de asemenea atât de largi încât păreau o fustă. Pe cap se purta o bonetă neagră, de hârtie lăcuită sau de tifon, legată sub bărbie cu o panglică de mătase. Forma și culoarea veșmântului variau în funcție de rangul persoanei. Nobili de la curtea imperială purtau veșminte cu atât mai lungi, cu cât erau de rang mai înalt, rang pe care îl indicau în primul rând prin forma pălăriei. De ea atârna la spate un fel de tub de lemn prin care era trecut smocul lung de păr din creștet.
Kimonoul femeii era strâns cu un brâu lat (obi) ajungând până sub sâni și legat la spate, în diferite feluri - potrivit vârstei femeii și poziției sociale - toate colorate cu florile dominante ale anotimpului respectiv. De remarcat este extrema grijă a japonezilor pentru igienă, făcând băi aproape zilnic.
O atenție excepțională acordau femeile coafurii. Pieptenii și acele de păr erau singurele lor bijuterii sau podoabe. Femeile, la fel ca și bărbații din înalta societate, se pudrau și se machiau, căutând să-și facă fața cât mai palidă. Își dădeau cu roșu pe buze și pe unghii, își depilau sprâncenele și, asemenea războinicilor, își înnegreau dinții după ce se căsătoreau. 
Până în secolul al XIX-lea toate casele erau din lemn și pentru că țara era supusă frecventelor cutremure, casa trebuia să fie cât mai simplă, mai ușoară, mai elastică, mai rezistentă. Casa avea un acoperiș de șindrilă sau de paie, mult ieșit în afară, spre a proteja atât contra ploilor, cât și contra soarelui. 
În casă se intra fără încălțăminte, numai în șosete de bumbac sau de mătase. Noaptea, atât femeile cât și bărbații dormeau îmbrăcați ca în timpul zilei, scoțându-și doar pantalonii și veșmintele mai groase. Se întrebuințau batiste de hârtie subțire, care după o primă întrebuințare se aruncau. 
Casele nobililor aveau o grădină mare în față, eventual cu un lac alimentat de un fir de apă deviat dintr-un râu din apropiere. Un element esențial al casei nobilului japonez era grădina. Casa se integra armonios în grădină care avea funcția de a încorpora casa în natură. Încăperea cea mai frumoasă a casei trebuia să dea spre grădină. Grădina japoneză nu căuta să ordoneze, să modifice natura, ci să o reconstituie pentru că fiecare element al grădinii ascundea un sens simbolic. Cine nu își permitea să aibă o grădină reală, își făcea o grădină în miniatură. 
Interiorul tipic al unei case japoneze era de o extremă simplitate, chiar la nivelul social cel mai înalt și de gust artistic foarte rafinat. În timpul nopții, casa “se completa” cu ajutorul unor panouri de lemn, în chip de pereți interiori, alunecând în șanțuri înguste, asemenea ușilor glisante. Dimineața, pereții-panouri se scoteau și se așezau într-o mică încăpere, într-un fel de dulapuri. Vara toată casa rămânea deschisă în permanență. Podeaua era acoperită cu rogojini groase făcute din pai de orez - numite tatami, așezate una lângă alta. Fiecare locuință nobilă avea o încăperea în care erau primiți oaspeții.
Casa japoneză n-avea mobile fixe, nici paturi, mese, scaune sau dulapuri. Mâncarea era servită pe măsuțe joase sau pe tăvi de lac. Locul scaunelor era ținut de perne rotunde de pai. Se dormea pe saltele subțiri sau pe cuverturi groase, care se aduceau seara iar dimineața se ascundeau în dosul unor panouri glisante. Pentru a fi asigurate contra incendiilor, toate obiectele de preț erau păstrate în afara casei, într-un depozit cu pereții de lut. 
Fiii nobililor începeau școala de la șapte ani, învățând scrierea japoneză și chineză și, pe de rost, sutre budiste, poeme japoneze și fragmente întinse din clasicii chinezi. Adesea înalta aristocrație își trimitea copiii să fie educați și instruiți în mănăstiri. Aici rămâneau până la vârsta majoratului, își rădeau sprâncenele, se machiau ca femeile și serveau ca paji pe lângă călugări. (În Japonia medievală homosexualitatea era admisă și frecventă.) Programul de învățământ mai cuprindea și studiul caligrafiei, al poeziei chineze, al muzicii, al picturii, al etichetei și felului de a recunoaște diferitele varietăți de ceai, de parfumuri sau de bulbi de iris. La vârsta majoratului fiicele aristocraților își rădeau sprâncenele și își căutau un soț sau făceau tot ce le sta în putință să ajungă una din concubinele imperiale. Căsătoria era aranjată de părinți. 
Nobilii daimyo obișnuiau să se reunească, într-o ambianță de lux și rafinament, să servească o masă compusă numai din rarități și, la sfârșit, să se retragă într-o mică încăpere - “sala de ceai” -  unde aristocraticul divertisment consta în a gusta și a ghici nuanța băuturii, încercând să distingă între 70 și 100 de varietăți de ceai. De asemenea se practica ceremonia ceaiului (cha no yu). Curțile nobililor adăposteau adeseori trupe de muzicanți ambulanți.
Cei trei daimyo considerați a fi unificatorii Japoniei medievale au fost: Oda Nobunaga, Toyotomi Hideyoshi și Tokugawa Ieyasu.
	Oda Nobunaga (1573-1582), fiu de nobil din provincia Owari, a fost unul dintre nobilii japonezi din a doua jumătate a secolului XVI-lea care a încercat să pună capăt fărâmițării feudale a Japoniei, dar n-a reușit. În fruntea unor detașamente de vasali și samurai, Oda Nobunaga a reușit să aducă la ascultare și să disciplineze numeroase clanuri (uji) nobiliare.
Toyotomi Hideyoshi (1582-1598), unul dintre generalii lui Oda Nobunaga, a continuat politica de unificare începută de seniorul său. Țăran devenit șef militar, Toyotomi Hideyoshi este cel care a unificat întreaga Japonie la sfârșitul secolului al XVI-lea. Încercările eșuate ale lui Toyotomi Hideyoshi de a invada Coreea duc la înăsprirea relațiilor cu China, care apără Coreea. Schimburile comerciale dintre China și Japonia sunt reluate doar în anul 1643. Caracterele puternice ale acestor două personalități istorice nipone, și nu numai, sunt foarte bine conturate de către Eiji Yoshikawa (autorul remarcabilului „Musashi”) în cele două volume intitulate „Taiko” – apărute și în ediție română.
Cel care a pus capăt definitiv luptelor feudale pentru putere și a dat o nouă organizare statului nipon a fost unul dintre tovarășii de arme al lui Toyotomi Hideyoshi, Tokugawa Ieyasu (1603-1605). El a fost instalat shogun prin decret imperial, în anul 1603. Unul dintre factorii ce au contribuit la victoria puterii centrale a fost arma de foc, cu care era înzestrată armata de samurai a shogunilor. În perioada Tokugawa (1603-1868) marii proprietari daimyo  erau în număr de 226. În romanul său „Shogun”, James Clavell prezintă această epocă Tokugawa, dar din prisma ochilor unui occidental, fapt ce face ca atât de apreciatul „Shogun” să nu fie recunoscut în Japonia contemporană. 
Concluzionând, trebuie afirmat că nu putem vorbi despre un daimyo, fără a-l considera un samurai și că nu putem vorbi despre un shogun excluzând faptul că acesta este un important nobil feudal japonez.